# Alcampo
Alcampo er en spansk dagligvarekoncern og et datterselskab til franske Auchan. De driver 63 hypermarkeder, 242 supermarkeder og 53 tankstationer. I alt er der 19.600 ansatte.
Alcampo blev etableret i 1979 i Spanien og i 1981 åbnede det første hypermarked.